# 棘蛭属
棘蛭属（学名：Acanthobdella）是棘蛭科的一属环节动物。寄生在鱼鳃上。

## 下属物种
本属包括以下物种：
- Acanthobdella livanowi (Epshtein, 1966)
- Acanthobdella peledina Grube, 1851[2]